# Akkerbontloper
De akkerbontloper  (Acupalpus meridianus) is een keversoort uit de familie van de loopkevers (Carabidae). De wetenschappelijke naam van de soort werd in 1761 gepubliceerd door Carl Linnaeus.